# Нивхский язык
Ни́вхский язык (устаревшее название — гиля́цкий язык; самоназвание — нифхгу диф, /ɲivxɡu dif/) — язык нивхов, распространённый в северной части острова Сахалин и в бассейне реки Амгуни, притока Амура. Является изолированным языком, не родственным какому-либо другому. 
Название языка происходит от самоназвания народа (нивх переводится как «человек»). Письменность нивхов — на основе кириллицы.

## Вопросы классификации
Нивхский является изолированным языком. При классификации его по традиции включают в группу палеоазиатских языков. Существует гипотеза Дж. Гринберга, согласно которой нивхский язык входит в евроазиатскую (ностратическую) семью языков. По мнению А. А. Бурыкина, нивхский язык представляет отдельную ветвь тунгусо-маньчжурских языков, которая отделилась раньше других языков и подверглась сильному айнскому влиянию. О. А. Мудрак относит нивхский к реконструируемой им древней «палеоазиатской» семье (наряду с чукотско-камчатскими, алеутским (без эскимосских), айнским и юкагирским языками).
Японские лингвисты Кацунобу Идзуцу и Кадзухико Ямагути считают нивхский язык одним из предков современного японского.
С. Л. Николаев выступил с гипотезой о родстве нивхского с алгонкинскими и вакашскими языками Северной Америки, установив с помощью традиционного сравнительного метода систему регулярных звуковых соответствий между базовым лексиконом нивхского, алгских (алгонкино-ритванских) и вакашских языков.

## Социолингвистические сведения
За прошедшее столетие численность нивхов была довольно устойчивой: в 1897 году их было 4 500 человек, а в 2002 году — 5 200  человек. Несмотря на это, процент носителей языка среди них упал со 100 % до 23,3 % за то же время. Большое влияние на языковую ситуацию оказало насильственное переселение нивхов из маленьких прибрежных деревень в более крупные многонациональные поселения в начале 1950-х годов.
По данным переписи 2002 года, владение нивхским языком отметили 688 человек, но эти данные отражают лишь символические аспекты применения языка (например, «узнавание» самых частотных слов и выражений или наличие в домашней библиотеке книг на нивхском языке).
В настоящее время количество носителей нивхского языка, сохранивших навыки устной и письменной речи, — менее сотни человек на Нижнем Амуре и Сахалине. Все носители нивхского языка свободно владеют русским языком. Подавляющее большинство носителей — люди 1920—1940-х годов рождения.
Исследование И. В. Трутневой посвящено вопросу влияния типов мышления, закреплённых в языке, на основе представлений о мире у нивхского народа. Воздействие двуязычия на особенности образа мира нивхов автор объясняет правополушарной стратегией восприятия и обработки получаемой информации. Уменьшение значимости и распространения нивхского («правополушарного») языка, связанное с русификацией, привело, по мнению исследователя, к снижению уровня самоопределения личности, особенно среди индивидов, владеющих только русским («левополушарным») языком. Таким образом, двуязычие позволяет малочисленному коренному народу сохранить этнический образ мира в случае внедрения русской культуры в традиционную культуру и устранить внутренние психологические конфликты, сберечь устойчивое самоопределение.
Нивхский язык преподаётся до 3-го класса в нескольких школах Сахалинской области и Хабаровского края. Издаются буквари, учебники и художественные произведения. На Сахалине выходит ежемесячная газета «Нивх диф» («Нивхский язык»).

## Диалекты
В нивхском языке выделяют 4 диалекта:
- амурский — лексические и фонологические различия между амурским и сахалинскими диалектами настолько велики, что некоторые лингвисты выделяют два отдельных языка, принадлежащие к маленькой нивхской семье;
- восточно-сахалинский;
- северно-сахалинский — занимает по всем признакам промежуточное положение между амурским и восточно-сахалинским диалектами;
- южно-сахалинский — диалект нивхов, до недавнего времени проживавших в Японии.

## История
На рубеже XIX—XX вв. языковая обстановка в местах проживания нивхов отличалась многоязычием местных жителей, что было обусловлено различными причинами (совместное проживание, общее ведение хозяйства, смешанные браки). Л. Я. Штернберг, однако, считал, что соседи нивхов — ороки, эвенки, айны и др. — легко усваивали местные языки, но не нивхский, а потому при взаимодействии с нивхами им приходилось изъясняться на других языках. При общении нивхов с переселенцами — в первую очередь, русскими и японцами — они в основном использовали их языки. После Второй мировой войны началось усиленное обрусение нивхов, что в конечном итоге привело к тому, что в настоящее время все без исключения нивхи бегло владеют также русским языком.
Письменность на основе латиницы (для записи амурского диалекта) нивхи получили в 30-е годы XX века. В то время в Николаевске-на-Амуре выходила газета «Нивхская правда» (к 1 января 1935 года вышло 11 выпусков); издавались нивхские брошюры, буквари и учебники для первых пяти лет школьного обучения. Тем не менее письменность на основе латиницы не прижилась и нивхи предпочитали писать по-русски. В 1953 году её перевели на кириллицу. 
Исследование нивхского языка по части его взаимодействия с другими языками коренных народов проводилось главным образом на основе лексики и показало наличие довольно большого количества заимствованных слов. Так, изучение лексики амурского диалекта позволило высказать предположение, что на него влиял праязык тунгусо-маньчжурских народов, так как в нём многочисленны заимствования из тунгусо-маньчжурских языков. Что касается влияния русского языка на нивхский, то, кроме многочисленных заимствований, обнаруживается и некоторые влияние в области грамматики — например, наличие противопоставления форм повелительного наклонения в третьем лице по числу, а также изменение порядка слов в счётных оборотах. 
В 2020 г. учёные предположили наличие в корейском языке древненивхского субстрата, что предполагает возможное проживание носителей языка, родственного нивхскому, в древности на Корейском полуострове, до того как туда прибыли носители корейского. 

## Письменность
Письменность нивхского языка с 1931 года существовала на основе латинского алфавита, на основе кириллицы — с 1953. Ныне действующий алфавит введён в конце 1970-х годов.
Современный нивхский алфавит:
| А а   | Б б   | В в | Г г | Ӷ ӷ | Ғ ғ   | Ӻ ӻ   | Д д   |
| Е е   | Ё ё   | Ж ж | З з | И и | Й й   | К к   | К’ к’ |
| Ӄ ӄ   | Ӄ’ ӄ’ | Л л | М м | Н н | Ӈ ӈ   | О о   | П п   |
| П’ п’ | Р р   | Р̌ р̌ | С с | Т т | Т’ т’ | У у   | Ў ў   |
| Ф ф   | Х х   | Ӽ ӽ | Ӿ ӿ | Ц ц | Ч ч   | Ч’ ч’ | Ш ш   |
| Щ щ   | ъ     | Ы ы | ь   | Э э | Ю ю   | Я я   |       |

В алфавите амурского диалекта нивхского языка отсутствуют буквы Ӷ ӷ, Ў ў, Ч’ ч’.
Таблица соответствий между фонемами и их отражением в орфографии:
| Графика | МФА |
| ------- | --- |
| А а     | a   |
| Б б     | b   |
| В в     | v   |
| Г г     | g   |
| Ӷ ӷ     | ɢ   |
| Ғ ғ     | ɣ   |
| Ӻ ӻ     | ʁ   |
| Д д     | d   |
| Е е     | je  |
| Ё ё     | jo  |
| Ж ж     | ʒ   |
| З з     | z   |
| И и     | i   |
| Й й     | j   |
| К к     | k   |
| К’ к’   | kʰ  |

| Графика | МФА |
| ------- | --- |
| Ӄ ӄ     | q   |
| Ӄ’ ӄ’   | qʰ  |
| Л л     | l   |
| М м     | m   |
| Н н     | n   |
| Ӈ ӈ     | ŋ   |
| О о     | o   |
| П п     | p   |
| П’ п’   | pʰ  |
| Р р     | r   |
| Р̌ р̌     | r̥   |
| С с     | s   |
| Т т     | t   |
| Т’ т’   | tʰ  |
| У у     | u   |
| Ў ў     | w   |

| Графика | МФА |
| ------- | --- |
| Ф ф     | f   |
| Х х     | x   |
| Ӽ ӽ     | χ   |
| Ӿ ӿ     | h   |
| Ц ц     | ts  |
| Ч ч     | tʃ  |
| Ч’ ч’   | tʃʰ |
| Ш ш     | ʃ   |
| Щ щ     | ʃtʃ |
| ъ       |     |
| Ы ы     | ɨ   |
| ь       |     |
| Э э     | e   |
| Ю ю     | ju  |
| Я я     | ja  |
|         |     |

## Лингвистическая характеристика

### Типологические характеристики

#### Тип выражения грамматических значений
Одна из существующих точек зрения состоит в том, что нивхский — синтетический и полисинтетический язык. Внимание обращается, в частности, на то, что в сочетаниях наподобие «определение + определяемое» и «прямое дополнение + глагол» происходят чередования, характерные для межморфемных границ. Таким образом, эти сочетания рассматриваются как инкорпоративные комплексы.
| v-ɨtɨx-xu                                              | pʰ-ola       | mu-jnɨ-ɟ-xes-heχ-t…                         |
| 3s.P’OR-отец-PL                                        | REFL-ребёнок | умирать-INT-IND/NML-новость-слышать_о-CV:3p |
| «Её родители услышали новость о болезни их ребёнка и…» |              |                                             |

- Примечания:

1. P’OR — посессор; IND/NML — показатель изъявительного наклонения/номинализации, CV — конверб.
2. kʰes ~ -kʰes ~ -xes «новость»; jeʁɟ ~ -heʁɟ ~ -heχ «кто-либо слышит о чём-либо»

| ŋa-ŋɨŋ-ɲivx                    | qʰotr-ke       | tʃʰolŋi-ɣe-kʰu-ɟ             |
| животное-охотиться-человек     | медведь-COM:DU | олень-COM:DU-убивать-IND/NML |
| «Охотник убил медведя и оленя» |                |                              |

- Примечания: -ke ~ -ɣe ~ -ge ~ -xe — показатель комитатива дв. ч.; iɣɟ ~ -xuɟ ~ -kʰuɟ «кто-либо убивает кого-либо».

#### Характер границы между морфемами
Агглютинация — префиксально-суффиксального типа:
| j-uski-ivu-gu-inɨ-tʰɨɣm-d-ɣun                                                |
| OBJ-платить-IMPRF-CAUS-MOD-EVID-IND/NML-PL                                   |
| «[Я вижу, что они] собираются потребовать, [чтобы он] заплатил [за что-то]». |

Многозначность морфем тем не менее допускается:
| ɲi                                      | ŋaqr-∅-ux   | kʰeq-xo       | hɨjk-xo     | zif-ku  | ɲr̥ɨɟ           |
| 1SG                                     | снег-SG-ABL | лисица-COM:PL | заяц-COM:PL | след-PL | видеть-IND/NML |
| «Я видел следы лисиц и зайцев на снегу» |             |               |             |         |                |

#### Тип маркирования
- В предикации — нулевое маркирование.

| tʰolf                       | ɲ-ɨtk        | tʃʰo | ŋaŋɣ-d         |
| лето                        | 1s.P’OR-отец | рыба | искать-IND/NML |
| «Летом мой отец ловит рыбу» |              |      |                |

Присутствуют также элементы вершинного маркирования. Если участник с гиперролью пациентива выражается личным местоимением, то может использоваться образованная от соответствующего местоимения приставка:
| tʃʰi               | ɲ-mɨ-l?       |
| 2SG                | 1sU-слышать-Q |
| «ты слышишь меня?» |               |

- В именной группе — нулевое маркирование.

| osq           | au    |
| заяц          | голос |
| «голос зайца» |       |

Как и в предикации, в именной группе также возможно вершинное маркирование. Обладатель может выражаться приставкой, образованной от личного местоимения:
| ɲ-vax          |
| 1s.P’OR-камень |
| «мой камень»   |

- Примечание: словарная форма — pax «камень».

#### Тип ролевой кодировки
Нивхский — язык номинативного типа. В качестве основных средств различения синтаксических ролей выступают порядок слов и чередование начальных согласных в глаголе на его границе с прямым дополнением; подлежащее не маркируется.
| ɲi-ndɨ-ɟ              |
| 1sU-видеть-IND/NML    |
| «[Кто-то] видит меня» |

- Примечания: s — единственное число; U (undergoer) — претерпевающий.

| ɲi            | tɨf-tox-ta   | vi-ɟ         |
| 1SG           | дом-ALL-HILI | идти-IND/NML |
| «Я иду домой» |              |              |

- Примечание: HILI — highlighting focus.

| ɲi        | klu-ɟ           |
| 1SG       | бояться-IND/NML |
| «Я боюсь» |                 |

### Фонетика и фонология

#### Гласные
Система гласных нивхского языка включает 6 фонем и является общей для всех диалектов:
|                | Передний ряд | Средний ряд | Задний ряд |
| -------------- | ------------ | ----------- | ---------- |
| Верхний подъём | i            | ɨ           | u          |
| Средний подъём | e            |             | o          |
| Нижний подъём  |              | a           |            |

#### Согласные
В северно-сахалинском и восточно-сахалинском диалектах имеется 33 согласных фонемы, в амурском — 32, а в южно-сахалинском — 28.
|             |                |                  | Билабиальные | Лабиодентальные | Дентальные | Палатальные | Велярные | Увулярные | Фарингальные |
| ----------- | -------------- | ---------------- | ------------ | --------------- | ---------- | ----------- | -------- | --------- | ------------ |
| Смычные     | Шумные звонкие | Шумные звонкие   | b            |                 | d          | ɟ           | g        | ɢ         |              |
| Смычные     | Шумные глухие  | Неаспирированные | p            |                 | t          | c           | k        | q         |              |
| Смычные     | Шумные глухие  | Аспирированные   | pʰ           |                 | tʰ         | tʃʰ         | kʰ       | qʰ        |              |
| Смычные     | Сонанты        | Сонанты          | m            |                 | n          | ɲ           | ŋ        |           |              |
| Фрикативные | Шумные звонкие | Шумные звонкие   |              | v               | z          |             | ɣ        | ʁ         |              |
| Фрикативные | Шумные глухие  | Шумные глухие    |              | f               | s          |             | x        | χ         | h            |
| Фрикативные | Сонанты        | Сонанты          |              |                 | l          | j           |          |           |              |
| Вибранты    | Шумные глухие  | Шумные глухие    |              |                 | r̥          |             |          |           |              |
| Вибранты    | Сонанты        | Сонанты          |              |                 | r          |             |          |           |              |

Примечания:
- Таблица отражает систему согласных амурского диалекта. В сахалинских диалектах, помимо лабиодентального [v], также присутствует губно-губной [[[Звонкий лабиовелярный аппроксимант|w]]]. В южно-сахалинском диалекте существует противопоставление не звонких, глухих и аспирированных, а напряжённых и ненапряжённых шумных согласных[18].
- В амурском, восточно-сахалинском и северно-сахалинском диалектах звонкие смычные, как правило, не встречаются в начале слова в словарных формах исходных слов, но появляются в результате морфонологических чередований.

#### Просодия
Ударение в нивхском языке подвижно. Чаще оно падает на первый слог и может выполнять смыслоразличительную функцию: ӽа́унт «называет, называл» — ӽау́нт «сушит, сушил». В различных диалектах ударение в одних и тех же словах может падать на разные слоги: ámamɟ «кто-то» (амурский диалект) — amámnt (восточно-сахалинский диалект). Некоторые показатели, как например суффикс повелительного наклонения, всегда находятся под ударением: Vi-já! «Иди!».
Предполагается также, что в нивхском языке могло существовать противопоставление нескольких разных тонов.

#### Морфонология
В нивхском языке существует сложная система чередований начальных согласных в составе слов или морфем в зависимости от конечного согласного в предшествующем слове.
| Для существительных с определениями | Для существительных с определениями | Для глаголов с прямым дополнением | Для глаголов с прямым дополнением |
| Неаспирированные                    | Аспирированные                      | Звонкие                           | Глухие                            |
| ----------------------------------- | ----------------------------------- | --------------------------------- | --------------------------------- |
| p/b ~ v/b                           | pʰ ~ f                              | v ~ p/b                           | f ~ pʰ                            |
| t/d ~ r/d                           | tʰ ~ r̥                              | r ~ t/d                           | r̥ ~ tʰ                            |
| c/ɟ ~ z/ɟ                           | tʃʰ ~ s                             | z ~ c/ɟ                           | s ~ tʃʰ                           |
| k/g ~ ɣ/g                           | kʰ ~ x                              | ɣ ~ k/g                           | x ~ kʰ                            |
| q/ ɢ ~ ʁ/ɢ                          | qʰ ~ χ                              | ʁ ~ q/ɢ                           | χ ~ qʰ                            |

На границах морфем чередования происходят всегда, тогда как на стыках слов — только в определённых синтаксических конструкциях:
- на границе определения и определяемого существительного, если определяемое начинается со смычного звука: t’us pɨn’x «мясной суп» ~ tʃʰo vɨn’x «рыбный суп»;
- на границе прямого дополнения и глагола, если глагол начинается с фрикативного звука: laq zosq «лыжи сломать» ~ luvr t’osq «ложку сломать».

Чередования согласных, происходящие на границах слов в этих конструкциях, являются основанием для предположений о наличии инкорпорации в нивхском языке.

### Морфология

#### Существительное
Нивхскому существительному не свойственны различия по родам и одушевлённости. 

##### Число
В нивхском языке два числа — единственное и множественное; в прошлом могло существовать также двойственное. Единственное число выражается нулевым показателем, множественное — суффиксами, различающимися в различных диалектах:
| Диалект                                   | Суффикс мн. ч. существительных |
| ----------------------------------------- | ------------------------------ |
| Амурский                                  | -ku/ -ɣu/ -gu/ -xu             |
| Восточно-сахалинский                      | -kun/ -ɣun/ -gun/ -xun         |
| Восточно-сахалинский, северно-сахалинский | -kunu/ -ɣunu/ -gunu/ -xunu     |

В некоторых случаях множественное число образуется путём редупликации основы: eri «река» — eri+eri «реки». Возможно также одновременное использование обоих способов образования множественного числа: n’ivɣ «человек» — n’ivɣ+n’ivɣ-gu «люди».

##### Падеж
В нивхском языке, в зависимости от диалекта, выделяется 7-8 падежей:
| Падеж              | Диалект                                                  | Диалект                                              | Значение и особенности |
| Падеж              | Амурский                                                 | Восточно-сахалинский                                 | Значение и особенности |
| ------------------ | -------------------------------------------------------- | ---------------------------------------------------- | --- |
| Номинатив          | -∅                                                       | -∅                                                   | Падеж подлежащего, прямого и непрямого дополнения, а также именного сказуемого, определения и наречия времени.                                                                            |
| Каузируемый        | -aχ, -χ                                                  | -aχ, -χ                                              | Употребляется для обозначения объекта побуждения в каузативных конструкциях. |
| Стандарт сравнения | -ɨk                                                      | -ak                                                  | |
| Локатив            | -uine / -uin / -in / -un / -n                            | отсутствует                                          | В восточно-сахалинском диалекте отсутствует. |
| Аблатив            | -ux / -x                                                 | -ux/-x                                               | Может употребляться для обозначения исходной точки действия, исходного момента времени, источника информации и т. д. В восточно-сахалинском диалекте имеет то же значение, что и локатив. |
| Перлатив           | -uɣe / -ɣe                                               | отсутствует                                          | Может употребляться для обозначения исходной точки действия, исходного момента времени, источника информации и т. д. В восточно-сахалинском диалекте отсутствует.                         |
| Аллатив            | -toχ / -roχ / -doχ / -rχ / -tχ                           | -toχ / -roχ / -doχ / -rχ / -tχ                       | Может маркировать человека или объект, на который направлено действие; интервал времени, в который имеет место действие; момент, до которого происходит действие и т. д.                  |
| Терминатив         | -toɣo / -roɣo / -doɣo, tʰɨkɨ / -r̥ɨkɨ, tʰχa / -rχa / -rʁa | -toɣo / -roɣo / -doɣo                                | Может употребляться для обозначения конечного момента или времени действия. |
| Инструменталис     | -kir / -ɣir / -gir / -xir                                | -kir̥ / -ɣir̥ / -gir̥ / -xir̥, -kis / -ɣis / -gis / -xis | Падеж инструмента действия, способа действия, материала, из которого изготавливается объект.                                                                                              |

Примечания:
- Существует также особая звательная форма с показателями -o / -ɢo в амурском диалекте и -a / -aj в амурском и восточно-сахалинском диалекте: ɨtɨk-a! «Отец!».
- К именам существительным могут примыкать послелоги. В этом случае падежные показатели присоединяются к послелогам, а не к существительным.
- В том случае, если несколько слов образуют комитативную группу, показатель падежа в норме присоединяется к последнему слову этой группы.

Иногда в падежную парадигму также включают так называемую «неочевидную» форму с суффиксами -qan / -ʁan / -gan / -χaɲ'. Эта форма употребляется, если о чём-то говорят понаслышке:
| Tɨ                                                                | tʰulf-∅  | Muzgun-χan   | mir̥n-∅ | wo-roχ      | laɣ-inɨ-vur            | it-nt            |
| этот                                                              | зима-NOM | Музгун-NEVID | мы-NOM | селение-ALL | посетить-MOD-CONV:RTEL | говорить-IND/NML |
| «Говорят, что этой зимой Музгун собирается посетить наше селение» |          |              |        |             |                        |                  |

###### Комитатив
Имя существительное имеет показатели комитатива двойственного и множественного числа:
| Диалект                                   | Комитатив дв. ч.          | Комитатив мн. ч.                                 |
| ----------------------------------------- | ------------------------- | ------------------------------------------------ |
| Амурский                                  | -ke / -ɣe / -ge / -xe     | -ko / -ɣo / -go / -xo, -kon / -ɣon / -gon / -xon |
| Восточно-сахалинский, северно-сахалинский | -kin / -ɣin / -gin / -xin | -kunu / -ɣunu / -gunu / -xunu                    |

Показатели комитатива внутри одной словоформы могут сочетаться с падежными, но не числовыми суффиксами:
| hɨ-n’ivɣ-gu                              | mur-gir-ko        | qan-gir-ko        | pʰrɨ-ɟ-ɣu            |
| тот-человек-PL                           | лошадь-INS-COM:PL | собака-INS-COM:PL | приезжать-IND/NML-PL |
| «Те люди приезжали на лошадях и собаках» |                   |                   |                      |

#### Прилагательное
Прилагательные в нивхском языке как отдельная часть речи не выделяются. Вместо них используются «качественные глаголы»: Тыф пилд «Дом большой». 

#### Местоимение
В нивхском языке выделяют 7 разрядов местоимений.
Личные местоимения:
| Лицо | Число | Диалект       | Диалект          | Диалект   | Значение         |
| Лицо | Число | Амурский      | Вост.-сах.       | Сев.-сах. | Значение         |
| ---- | ----- | ------------- | ---------------- | --------- | ---------------- |
| 1    | ед.   | n’i           | n’i              | n’i       | «я»              |
| 1    | дв.   | megi/mege     | meŋ              | memak     | «я и ты»         |
| 1    | мн.   | n’ɨŋ          | n’in             | n’ɨŋ      | «мы» (эксклюзив) |
| 1    | мн.   | mer / mir     | mer̥n / mir̥n, mir | mer / mir | «мы» (инклюзив)  |
| 2    | ед.   | tʃʰi          | tʃʰi             | tʃʰi      | «ты»             |
| 2    | мн.   | tʃʰɨn         | tʃʰin            | tʃʰin     | «вы»             |
| 3    | ед.   | if, i         | jaŋ              | i         | «он / она»       |
| 3    | мн.   | imŋ, ivŋ, imɣ | ir̥n, in          | in        | «они»            |

Личные местоимения 3 лица обычно используются для указания на людей или в случае антропоморфизации.
Все личные местоимения множественного числа могут также принимать показатель множественности (n’ɨŋ-∅, n’ɨŋ-gu «мы») и имеют ту же падежную систему, что и существительные.
От личных местоимений единственного числа образуются приставки, используемые для обозначения пациенса, а также для выражения принадлежности:
| 1 лицо                 | ɲ- ~ ɲi- ~ ɲe-       |
| 2 лицо                 | tʃʰ- ~ tʃʰi- ~ tʃʰe- |
| 3 лицо, пациенс        | i- ~ j- ~ e-         |
| 3 лицо, принадлежность | i- ~ v- ~ vi-        |

Указательные местоимения в нивхском языке образуют очень развитую систему и различаются, в первую очередь, в зависимости от степени удаленности предмета от говорящего в пространстве. Почти все указательные местоимения происходят от тех же корней, что и наречия с пространственным значением. Некоторые из указательных местоимений представлены в таблице:
| Диалект | Диалект           | Значение |
| Амур.   | Вост.-Сах.        | Значение |
| ------- | ----------------- | --- |
| tɨɟ     | tud, tunt, tɨnt   | «этот, ближайший к говорящему, доступный и видимый сейчас»                                                   |
| hɨɟ     | hud, hunt, hɨnt   | «тот, более удаленный от говорящего, уже упомянутый в предыдущем дискурсе, но, возможно, сейчас недоступный» |
| aɟ      | ahud, ehɨd, ehɨnt | «тот, находящийся ещё дальше от говорящего, но видимый»                                                      |
| aehɨɟ   | aixnt             | «тот, наиболее удаленный»                                                                                    |
| kuɟ     | kud, kunt         | «тот, упоминавшийся ранее, но сейчас отсутствующий»                                                          |

Указательные местоимения с конечным суффиксом -ɟ (в амурском диалекте) и -d / -nd / -nt (в вост.-сах. диалекте) получают показатели числа и падежа и выполняют функцию подлежащего. Без конечного суффикса эти же местоимения могут употребляться в качестве определений.
Помимо вышеуказанных, в нивхском языке различаются следующие разряды местоимений: возвратно-определительные, определительные, притяжательные (либо совпадающие с личными, либо выступающие в виде приставок, образованных от местоимений), вопросительно-относительные и неопределённые.

#### Глагол
Нивхский язык обладает богатой глагольной морфологией. Большинство глагольных показателей выражается суффиксально; некоторые значения — например, рефлексив и реципрок — имеют приставочные показатели.
Переходность / непереходность глагола отражается в его фонетической структуре: переходные глаголы начинаются со смычных согласных, а непереходные — с фрикативных. Помимо этого, у ряда глаголов есть показатель переходности -u-.

##### Наклонение
В нивхском языке различаются только два наклонения — изъявительное и повелительное.
В изъявительном глагольная словоформа может содержать показатели времени и числа. Далее следует собственно суффикс изъявительного наклонения (обычно -ɟ / -c в амурском, -d / -nd / -nt в восточно-сахалинском и -t в северно-сахалинском диалекте). Если подлежащее стоит во множественном числе, то глагол также получает показатель, совпадающий с соответствующим показателем числа у существительных: if ra-ɟ-∅ «Он пьёт / пил» — imŋ ra-ɟ-ɣu «Они пьют / пили».
В изъявительном наклонении различаются два времени — небудущее и будущее. Небудущее время маркируется нулевым показателем, будущее — суффиксом -nɨ- в амурском диалекте и -i в восточно-сахалинском диалекте: if ra-∅-ɟ «Он пьёт / пил» — if ra-nɨ-ɟ «Он будет пить».
Показатели повелительного наклонения различаются по лицам и числам:
| Диалект              | Лицо | Лицо                     | Число                     | Число                  | Число        |
| Диалект              | Лицо | Лицо                     | Единственное              | Множественное          | Двойственное |
| -------------------- | ---- | ------------------------ | ------------------------- | ---------------------- | ------------ |
| Амурский             | 1    | 1                        | -nɨkta / -nɨxta           | -da                    | -nɨte / -nte |
| Амурский             | 2    | повелительное наклонение | -ja / -j                  | -ve / -be / -pe        |              |
| Амурский             | 2    | прохибитив               | -jra, -ɨjra, -ijra, -nɨra | -jtla, -ɨjtla / -ujtla |              |
| Амурский             | 3    | 3                        | -ʁazo                     | -ʁazo                  |              |
| Восточно-сахалинский | 1    | 1                        |                           | -da                    | -nate        |
| Восточно-сахалинский | 2    | повелительное наклонение | -ja / -j                  | -ve / -be / -pe        |              |
| Восточно-сахалинский | 2    | прохибитив               | -inɨŋra, -jaŋra           | -inɨŋta, -jaŋta        |              |
| Восточно-сахалинский | 3    | 3                        | -ʁaro                     | -ʁarʁaro               |              |

Существует также вежливая форма, которая может использоваться, если повелительного наклонение обращено к старшему или незнакомому человеку. Эта форма выражается суффиксом -nave: Ra-nave! «Пей [пожалуйста]!»
Значение прохибитива может выражаться несколькими способами:
- с помощью соответствующего суффикса: Zosqu-nɨra! «Не ломай»;
- с помощью отрицательной частицы tʰa и соответствующей формы повелительного наклонения: tʰa ra-ja! «Не пей!»;
- с помощью отрицательного глагола ɢavr- / -qavr-, который инкорпорируется в глагольную словоформу: Ra-ɢavr-ja «Не пей!».

Для выражения модальности используются суффиксы со значением желания; неуверенности или предположения; твёрдой уверенности.

##### Залог
В нивхском языке противопоставление действительного и страдательного залога отсутствует. Значение результатива, однако, может выражаться суффиксами -kɨta / -ɣɨta / -xɨta в амурском диалекте и -ʁar- / -χar- в восточно-сахалинском диалекте: jaŋ pal d’u-ɟ' «она пол моет» — jaŋ pal d’u-ʁar-ɟ' «пол вымыт».
Для выражения значений рефлексива, реципрока и каузатива также используются особые показатели.

##### Вид
Основные показатели вида глагола в нивхском языке:
- -ivu- выражает незавёршенность или начинательность действия: vukvuku-ɟ' «(было) темно» — vukvuku-ivu-ɟ' «становится / стало темно»; jaŋ lu-ɟ' «он поёт / пел» — jaŋ lu-ivu-ɟ' «он начинает / начал петь».
- -kɨt- / -ɣɨt- (в амурском диалекте) и -ʁar- / -χar- (в восточно-сахалинском диалекте) могут иметь следующие значения:
  - завершённость действия;
  - интенсивность действия;
  - семельфактив (однократность действия).

##### Нефинитные формы глагола
- Причастия обычно представляют собой глагольную форму без суффикса изъявительного наклонения: raju-ɣɨt xauzul «исписанная бумага». В амурском диалекте причастия иногда получают суффикс -k. Множественное число причастий образуется путём редупликации основы: t’osq mu-∅ «сломанная лодка» — t’osq+zosq mu-ɣu «сломанные лодки»[27].
- Деепричастия имеют категории вида и модальности, но, как правило, не принимают показатели числа и времени. Существует большое количество деепричастных суффиксов со значениями причины, цели, условия и др.[28]

#### Наречие
В нивхском языке есть следующие классы наречий: качественные, количественные, меры и степени, времени, места.
Наречия со значением качества, времени, меры и степени образуются от деепричастий и глагольных основ, а также путём редупликации. Некоторые качественные наречия имеют степени сравнения. Количественные наречия образуются от числительных.

#### Числительное
В нивхском языке представлены, в основном, количественные числительные. Они подразделяются на 26 классов. Числительные из 19 классов используются для счёта определённых объектов:
- лодок, больших китайских котлов, чайников;
- нарт;
- связок юколы;
- измерений ручными четвертями;
- измерений ручными саженями;
- связок корма собакам и связок корюшки;
- прутьев с нанизанной на них сушёной корюшкой;
- неводов (3-5 неводных полос), специальных острог на нерпу (tla);
- снастей для ловли тюленей и калуги;
- неводных ячей;
- рыболовных сетей на горбушу и кету;
- неводных полос (полоса равна ста ячеям);
- верёвочных прядей;
- пальцев;
- семей;
- длинных тонких шестов, из которых связывается острога;
- мест;
- больших кедровых или еловых досок, идущих на изготовление лодок.

Числительные из прочих классов употребляются при счёте объектов, объединённых на основании какого-либо признака:
- парных объектов (глаз, ушей, рук, ног, лыж, вёсел, щёк, бёдер, берестяных чумашек для воды (mulk vasq), вёдер, инструментов для свивания верёвок (phorq), тормозных палок для старинной нарты, следов ног, рукавиц, штанов, наголенников, обуви, рукавов, нарукавников, наушников, серёг, сторон реки, жабр, передних и задних ласт нерпы, юколы и т. д.);
- тонких плоских объектов (листьев маньчжурского табака, деревьев и других растений, одеял, парусов, тонких халатов, листов бумаги, листов коры, приготовленных для покрышки крыши, листов кровельного железа, листов фанеры, наголенников, рубашек и т. д.);
- длинных объектов (палок, шестов, деревьев, тропинок и дорог, ручьёв, волос, кустарников, корней, съедобных и несъедобных растений, трав, юколы — пластов сушёной рыбы, хребтов гор, рёбер, кишок, иголок, спичек, гвоздей, ниток, ремней и т. д.);
- мелких округлых объектов (наконечников стрел, ружейных пуль, зубов, кедровых орехов, яиц, топоров, дроби, клубней сараны, ягод, икринок, пальцев, кулаков, камешков, звёзд, монет, денег, пуговиц, бусинок, прорубей, болячек и чирьев, дырочек, мячиков, мелких медных круглых украшений для обшивки женских платьев (vьç), мешков, кисетов, бутылок, тюленьих желудков, капель воды и т. д.);
- людей, человекоподобных духов, морских, горных (лесных), небесных и духов подземного мира — душ умерших людей;
- животных (зверей, рыб, птиц, насекомых, червей, земноводных), а также таких предметов, как железный наконечник остроги (çhamrax), вертлюг для собачьих ошейников (maxt), собачий ошейник, шкура (но не изделия из шкуры), медвежья цепь, для злых духов и мифических животных;
- других объектов.

Диалектные различия обнаруживаются только в трёх классах числительных — для счёта людей, семей и животных:
| Значение | Для счёта людей  | Для счёта людей              | Для счёта животных | Для счёта животных           |
| Значение | Амурский диалект | Восточно-сахалинский диалект | Амурский диалект   | Восточно-сахалинский диалект |
| -------- | ---------------- | ---------------------------- | ------------------ | ---------------------------- |
| 1        | n’in, n’en       | n’enŋ                        | n’ɨɲ               | n’aɲ                         |
| 2        | men              | menŋ                         | mor                | mar                          |
| 3        | t’aqr            | t’aqr                        | t’or               | t’aqr                        |
| 4        | nɨr              | nɨrŋ                         | nur                | nur                          |
| 5        | t’or             | t’orŋ                        | t’or               | t’or                         |
| 6        | ŋax              | ŋax                          | ŋax                | ŋax                          |
| 7        | ŋamk             | ŋamk                         | ŋamk               | ŋamk                         |
| 8        | minr             | minr                         | minr               | minr                         |
| 9        | n’ɨn’ben         | n’andorŋ                     | n’ɨn’ben           | n’andorŋ                     |
| 10       | mxo              | mxoŋ                         | mxoŋ, mxos         | mxoŋ                         |

- Числительные до пяти включительно склоняются по образцу существительных и могут быть разделены на два составляющих: первый, собственно числительное, является общим для всех классов, тогда как второй, классификатор, особый для каждого класса.
- Названия десятков включают компонент -xo / -ɣo (от 10 до 50) или компонент -mxo / -mɣo (от 60 до 90). Числительные, которые не делятся на десять, состоят из названия десятка и числительного из соответствующего класса для обозначения единиц с суффиксом -urk / -rk: meɣoqr-t’aqr-urk «двадцать три».
- Названия сотен содержат компонент -raŋq / -r̥aŋq.
- Порядковые числительные выражаются описательно; в восточно-сахалинском диалекте, однако, присутствуют элементы системы порядкового счёта.

#### Служебные слова
- Послелоги следуют за существительными и обычно уточняют пространственные значения, выражаемые падежными суффиксами[21].
- Союзные слова образуются от основ вспомогательных глаголов ha- «поступать так» и hoʁa- «быть таким» с помощью деепричастных суффиксов[32].
- Частицы делятся на 2 класса: препозиционные и постпозиционные. Первые обычно употребляются в начале императивного предложения и имеют побудительное значение: hela / hena «ну, ну-ка» (в амурском диалекте), hala / hana (в восточно-сахалинском диалекте). Вторые следуют за словом, значение которого они изменяют, и могут иметь значение ограничения, усиления и др.

#### Образные слова
Образные слова — особый разряд слов, связанных со зрительными, слуховыми и осязательными образами: hokl hokl «хромой», kaur kaur «хруст снега». Образные слова не изменяются и не присоединяют никаких показателей. В предложении они могут выступать в качестве обстоятельства или сказуемого.

### Синтаксис
Базовый порядок слов в нивхском предложении — SOV (подлежащее—дополнение—сказуемое). Определение стоит перед определяемым словом, наречие обычно ставится на первое место:
| Rajgun                         | urla    | tʃʰoŋɨŋɲivx | mu-nɨ-ɟ          |
| Райгун                         | хороший | рыбак       | быть-FUT-IND/NML |
| «Райгун будет хорошим рыбаком» |         |             |                  |

| ɨmɨk                         | tʃʰaj | χavu-jo-d          |
| мать                         | чай   | греть-DEMN-IND/NML |
| «Мать чай немного подогрела» |       |                    |

### Лексика
В нивхском языке наиболее богаты слои лексики, связанные с рыбной ловлей и охотой на лесных и морских зверей (отмечается большое количество их названий и названий орудий охоты на них). Кроме того, богаты слои лексики, связанные с явлениями природы, пространственными отношения и родством. Эти слои содержат наибольшее количество исконных слов. Значительно хуже развит словарный состав, связанный с такими областями деятельности, как земледелие и животноводство, так как нивхи ими в прошлом не занимались. Область словарного состава, связанная с культурной жизнью, в основном обогащается путём заимствований из русского языка. В амурском диалекте отмечается большой пласт заимствований из тунгусо-маньчжурских языков. 

## История изучения
Большой вклад в изучение нивхского языка внесли:
- Штернберг, Лев Яковлевич;
- Пилсудский, Бронислав;
- Крейнович, Ерухим Абрамович;
- Панфилов, Владимир Зиновьевич;
- Таксами, Чунер Михайлович.